# Analni seks
Analni snošaj ili analni seks je oblik seksualnog odnosa. Sastoji se od penetracije anusa, zatim rektuma partnerice ili partnera, najčešće penisom. Ponekad se rabi i dildo, seksualna igračka koja zamjenjuje penis.
Analni odnos može se naći i kod određenih vrsta životinja, posebno kod primata kao što su čimpanze ili bonobo-majmuni, zatim kod pasa i junaca.

## Povijesni aspekti
Analni snošaj među muškarcima bio je popularan u antičkoj Grčkoj, kao i u Rimu, u okviru odnosa starijeg muškarca učitelja, koji je imao aktivnu ulogu u seksualnom odnosu, i njegovog mlađeg učenika koji je imao pasivnu ulogu.

## Praksa
Za razliku od stidnice i vagine, anus i rektum ne luče prirodnu tekućinu koja bi olakšala seksualni odnos. 

### Medicinski rizici analnog seksa
Penetracija izaziva mikroposjekotine ili krvarenja. Analni snošaj može dovesti do pojave analnih fisura; u ekstremnim slučajevima može doći čak i do prolapsa rektuma i analne inkontinencije (nemogućnosti zadržavanja stolice). 

### Analni seks i nevinost
U nekim društvenim i religijskim sredinama analni snošaj može predstavljati alternativu vaginalnoj penetraciji, kako bi se izbjeglo pucanje himena žene prije braka ili kako bi se spriječila oplodnja, kao kod Perzijanaca, gdje je dugo vremena bila snažno preporučivana kao sredstvo kontrole rađanja, posebno putem zakona koje su u tu svrhu revidirali (prepravili) vjerski poglavari.